# Tribunal de première instance de Mata-Utu
Le tribunal de première instance de Mata-Utu est un tribunal de première instance français qui, pour le territoire de Wallis-et-Futuna, a la compétence unique de tribunal tribunal d'instance. Il est l'unique tribunal du territoire et il est placé sous le ressort de la cour d'appel de Nouméa, également située dans le palais de justice du chef-lieu de cet archipel. Également situé à proximité, un lien est fait avec la maison d'arrêt de Mata-Utu dont le président du tribunal est aussi juge des libertés et de la détention.

## Attributions
Ce tribunal est ainsi compétent :

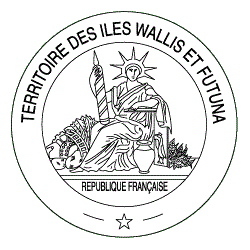
Sceau du Tribunal de première instance du territoire.

- En matière pénale : le tribunal de première instance de Mata-Utu statue sur la répression des délits en formation de tribunal correctionnel (formation collégiale composée d'un président, de deux juges et de deux assesseurs citoyens) et sur la répression des contraventions en formation de tribunal de police (qui statue à juge unique).
- En matière civile : il a plénitude de compétence dans toutes les matières qui en France métropolitaine et dans les départements d'outre-mer relèvent du tribunal de grande instance et du tribunal d'instance, à savoir : divorce, adoption, protection de l'enfance ou la délinquance des mineurs, tutelles, baux d'habitation et saisies-arrêts sur salaires, etc.
- En matière coutumière : il est compétent pour les litiges relatifs aux trois chefferies coutumières du territoire.